# Pheidole ruficeps
Pheidole ruficeps är en myrart som först beskrevs av Smith 1861.  Pheidole ruficeps ingår i släktet Pheidole och familjen myror. Inga underarter finns listade i Catalogue of Life.